# USS Tweedy (DE-532)
USS Tweedy (DE-532) là một tàu hộ tống khu trục lớp John C. Butler từng phục vụ cùng Hải quân Hoa Kỳ trong Chiến tranh Thế giới thứ hai. Nó là chiếc tàu chiến duy nhất của Hải quân Hoa Kỳ được đặt cái tên này, theo tên Thiếu úy Thủy quân Lục chiến Albert William Tweedy, Jr. (1920–1942), phi công phục vụ cùng Liên đội Tuần tiễu-Ném bom TQLC VMSB-241 trú đóng tại Midway, đã tử trận trong Trận Midway vào ngày 4 tháng 6, 1942 và được truy tặng Huân chương Chữ thập Hải quân. Nó đã phục vụ trong suốt Thế chiến II, được cho ngừng hoạt động sau khi xung đột chấm dứt vào năm 1946, rồi được huy động trở lại để tiếp tục phục vụ trong cuộc Chiến tranh Lạnh trong hai giai đoạn từ năm 1952 đến năm 1959 và từ năm 1961 đến năm 1962. Con tàu cuối cùng bị đánh chìm như một mục tiêu ngoài khơi Florida vào năm 1970.

## Thiết kế và chế tạo
Lớp John C. Butler được thiết kế nhằm đáp ứng nhu cầu một số lượng lớn nhưng rẻ tiền của một kiểu tàu hộ tống chống tàu ngầm để hộ tống các đoàn tàu vận tải vượt đại dương. Chúng có chiều dài chung 306 foot (93,3 m), mạn tàu rộng 36 foot 10 inch (11,2 m) và mớn nước 13 foot 4 inch (4,1 m), trọng lượng choán nước tiêu chuẩn 1.350 tấn Anh (1.372 t), và lên đến 1.745 tấn Anh (1.773 t) khi đầy tải, với một thủy thủ đoàn bao gồm 14 sĩ quan và 201 thủy thủ. Con tàu được vận hành bởi hai turbine hơi nước hộp số Westinghouse; hơi nước được cung cấp bởi hai nồi hơi "D" Express, tạo ra công suất 12.000 mã lực càng (8.900 kW) và cho phép đạt được tốc độ tối đa 24 hải lý trên giờ (44 km/h; 28 mph). Nó có tầm hoạt động 6.000 hải lý (11.000 km; 6.900 mi) ở tốc độ đường trường 12 hải lý trên giờ (22 km/h; 14 mph).
Dàn vũ khí chính bao gồm hai tháp pháo 5-inch/38 caliber đa dụng nòng đơn, được dẫn đường bởi hệ thống điều khiển hỏa lực Mark 51; vũ khí phòng không gồm hai khẩu đội Bofors 40 mm L/60 nòng đôi và mười khẩu Oerlikon 20 mm nòng đơn cũng được dẫn đường bởi hệ thống Mark 51. Ngoài ba ống phóng ngư lôi 21 inch (533 mm), vũ khí chống ngầm bao gồm hai đường ray thả mìn sâu, tám máy phóng mìn sâu K-gun cùng một dàn súng cối chống ngầm Hedgehog. Con tàu được trang bị sonar kiểu QC, radar dò tìm mặt biển SL và radar dò tìm không trung SA.
Tweedy được đặt lườn tại Xưởng hải quân Boston ở Boston, Massachusetts vào ngày 31 tháng 8, 1943. Nó được hạ thủy vào ngày 7 tháng 10, 1943, được đỡ đầu bởi bà Albert William Tweedy, mẹ của Thiếu úy Tweedy, và được cho nhập biên chế cùng Hải quân Hoa Kỳ vào ngày 12 tháng 2, 1944 dưới quyền chỉ huy của Hạm trưởng, Thiếu tá Hải quân Thomas Donald Cunningham.

## Lịch sử hoạt động

### Thế Chiến II
Sau khi hoàn tất việc trang bị, Tweedy khởi hành từ Boston, Massachusetts vào ngày 1 tháng 3, 1944 để tiến hành việc chạy thử máy huấn luyện tại khu vực Bermuda. Trên đường quay trở về Boston vào các ngày 30 và 31 tháng 3, nó đã truy tìm trong suốt 13 giờ nhưng không có kết quả, một tàu ngầm U-boat Đức được cho là đang lảng vảng dọc theo các tuyến hàng hải ven biển. Sau khi sửa chữa sau chạy thử máy tại Boston, nó khởi hành đi vịnh Chesapeake để thử nghiệm tác xạ trước khi đi đến Miami, Florida vào ngày 18 tháng 4.
Được phân về Trung tâm Huấn luyện Hải quân tại Miami, Tweedy phục vụ như như một tàu huấn luyện cho thủy thủ đoàn các tàu hộ tống khu trục trong tương lai tại vùng biển ngoài khơi Florida Keys. Nó tiếp tục vai trò này cho đến giữa năm 1945, xen kẻ với những đợt bảo trì và sửa chữa tại Charleston, South Carolina. Vào tháng 4, 1945, nó cứu vớt sáu thành viên đội bay một thủy phi cơ Hải quân bị rơi trên biển, và tham gia một cuộc truy tìm tàu ngầm tại vùng biển phía Bắc San Salvador.
Đến tháng 6, Tweedy được đại tu tại Charleston trước khi gia nhập Đội hộ tống 63, và cùng đơn vị này thực hành huấn luyện tại khu vực Casco Bay, Maine cho đến tháng 10. Nó đi đến Boston vào ngày 21 tháng 10 để tham gia những lễ hội nhân ngày Hải quân, rồi lên đường vào ngày 8 tháng 11 để hướng sang Florida, đi đến Green Cove Springs, Florida vào ngày 11 tháng 11. Con tàu được chuẩn bị để ngừng hoạt động tại đây, rồi được cho xuất biên chế vào ngày 10 tháng 5, 1946, và được đưa về Hạm đội Dự bị Đại Tây Dương.

### 1952 - 1959
Được kéo khỏi nơi neo đậu vào tháng 3, 1949, Tweedy được sửa chữa và cải biến tại Charleston và tại Bath, Maine cho đến mùa Thu năm 1950. Nó đi đến Boston vào tháng 11, 1950 và chính thức được cho tái biên chế trở lại tại đây vào ngày 2 tháng 4, 1952. Nó là chiếc tàu hộ tống khu trục duy nhất được nâng cấp đầy đủ để cải biến thành tàu chống ngầm theo tiêu chuẩn SCB-63, bao gồm một cấu trúc thượng tầng mới phía trước, với bốn dàn súng cối chống ngầm Hedgehog được bố trí bên trên cầu tàu.
Sau khi được huấn luyện tại vịnh Guantánamo, Cuba, Tweedy phục vụ như một tàu huấn luyện cho Trường Sonar Hạm đội tại Key West, Florida. Trong ba năm tiếp theo, nó luân phiên các hoạt động huấn luyện dự bị và thực tập huấn luyện cho học viên sĩ quan, hoạt động cho Trường Sonar Hạm đội và tham gia các cuộc Tập trận Springboard hàng năm tại vùng biển Caribe. Vào năm 1956, nó còn tham gia các lượt thực hành chống tàu ngầm tại vùng biển Bắc Đại Tây Dương để thử nghiệm những phương tiện chống ngầm mới. Sang mùa Hè năm 1957 nó được phái sang hoạt động tại khu vực Địa Trung Hải, tham gia vào cuộc Tập trận Deep Water trước khi quay trở về Key West vào tháng 11.
Vào tháng 6, 1958, Tweedy được điều sang vai trò huấn luyện cho nhân sự thuộc Hải quân Dự bị Hoa Kỳ. Sau một đợt huấn luyện ôn tập tại vịnh Guantánamo, Cuba, nó đảm nhiệm vai trò soái hạm cho Hải đội Hộ tống Dự bị 4 và hoạt động huấn luyện nhân sự dự bị cho Quân khu Hải quân 6. Mặc dù được cho xuất biên chế vào ngày 20 tháng 6, 1959, nó tiếp tục các chuyến đi huấn luyện vào dịp cuối tuần từ căn cứ Pensacola, Florida trong hơn hai năm tiếp theo.

### 1961 - 1969
Do tình hình quốc tế căng thẳng do vụ Khủng hoảng Berlin vào tháng 8, 1961, Tweedy một lần nữa được cho tái biên chế trở lại vào ngày 2 tháng 10. Sau khi hoàn tất việc huấn luyện ôn tập, nó được điều sang cảng nhà mới Newport, Rhode Island và hoạt động tuần tra chống tàu ngầm tại vùng biển Caribe từ đầu năm 1962. Nó đảm nhiệm vai trò soái hạm cho Hải đội Hộ tống 12, tham gia các lượt thực tập hạm đội cũng như viếng thăm các cảng. Đang khi di chuyển giữa Pensacola và Norfolk, Virginia vào ngày 12 tháng 6, nó đã cứu vớt chín người tị nạn Cuba sau hai ngày trôi nổi trên biển trên chiếc xuồng dài 14 ft (4,3 m), và bàn giao họ cho lực lượng Tuần duyên Hoa Kỳ tại Miami, Florida.
Vào ngày 1 tháng 8, 1962, Tweedy lại được cho xuất biên chế và quay lại vai trò huấn luyện dự bị trong trạng thái ngoài biên chế. Nó hoạt động huấn luyện từ các cảng Florida cho đến cuối tháng 5, 1969, khi nó rời St. Petersburg, Florida và đi đến Orange, Texas vào ngày 29 tháng 5 để chuẩn bị ngừng hoạt động. Tên nó được cho rút khỏi danh sách Đăng bạ Hải quân vào ngày 30 tháng 6, 1969, và con tàu bị đánh chìm như một mục tiêu ngoài khơi Florida vào tháng 5, 1970.

## Phần thưởng
Nguồn: Navsource Naval History
|  |  |             |
|  |  | Bronze star |

| Huân chương Viễn chinh Hải quân |                                      |                                                                 |
| Huân chương Chiến dịch Hoa Kỳ   | Huân chương Chiến thắng Thế Chiến II | Huân chương Phục vụ Phòng vệ Quốc gia với 1 Ngôi sao Chiến trận |